# 알레로나
알레로나(이탈리아어: Allerona)는 이탈리아 움브리아주 테르니도에 위치한 코무네다. 페루자로부터 남서쪽 50km, 테르니로부터 북서쪽 60km 거리에 있다.